# 杜金
杜金（烏克蘭語：Дудин）是烏克蘭西部的村莊，隸屬利維夫州的佐洛奇夫區。該村始建於600年，面積0.95平方公里，海拔高度285米，人口250，人口密度每平方公里287.83人。